# Goerke-Haus
Das Goerke-Haus ist ein von Jugendstil-Elementen geprägter kolonialer Prachtbau in der namibischen Hafenstadt Lüderitz. Es steht auf der Liste der Nationalen Denkmäler in Namibia.

## Geschichte

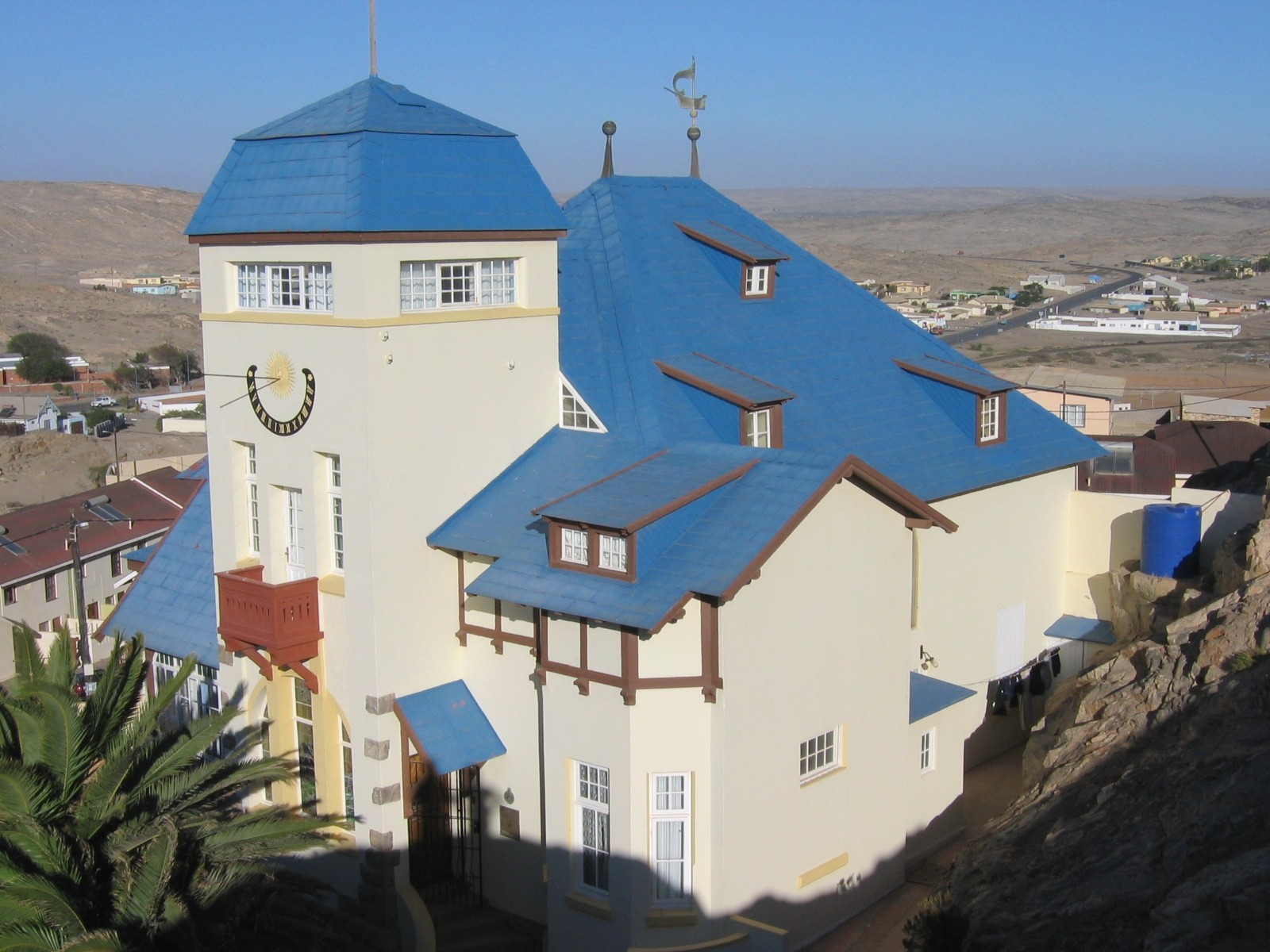
Goerke-Haus im Jahr 2005

Zwischen Oktober 1909 und September 1910 wurde es nach Plänen von Otto Ertl als Wohnhaus des Leutnants Hans Goerke erbaut. Goerke, der 1904 mit der deutschen Schutztruppe in Swakopmund eintraf, wurde nach seiner Dienstzeit Ende 1909 Leiter der Emiliental-Diamantengesellschaft in Lüderitz. 1912 kehrte er nach Deutschland zurück.
1920 kaufte die Diamantengesellschaft Consolidated Diamond Mines of South West Africa (CDM) das Gebäude. 1944 verkaufte diese es wiederum an die südafrikanische Mandatsverwaltung von Südwestafrika, die dort Wohnräume für den örtlichen Magistrat (Drostdy) einrichtete. 1981 wurde die Magistratsverwaltung nach Keetmanshoop verlegt. 1983 kaufte die CDM, die seit Ende 1994 NAMDEB (Namibia Diamond Corporation) heißt, das Gebäude zurück, sanierte es und nutzt es seitdem als Gästehaus.

## Beschreibung
Das Goerke-Haus befindet sich unweit der Felsenkirche auf dem Diamantberg über der Stadt. Die Sonnenuhr am Turm, Fachwerk, Erker, Verzierungen und holzgeschnitzten Balkons prägen die Fassade. Impressionistische Deckengemälde und Jugendstil-Bleiglasfenster mit Flamingomotiven kennzeichnen die Innenausstattung. Die Eichenmöbel sind jedoch nicht mehr original.